# NGC 4762
NGC 4762 је спирална галаксија у сазвежђу Девица која се налази на NGC листи објеката дубоког неба.
Деклинација објекта је + 11° 13' 50" а ректасцензија 12h 52m 55,9s. Привидна величина (магнитуда) објекта NGC 4762 износи 10,1 а фотографска магнитуда 11,1. Налази се на удаљености од 16,8000 милиона парсека од Сунца. NGC 4762 је још познат и под ознакама UGC 8016, MCG 2-33-33, CGCG 71-65, VCC 2095, KCPG 356B, PGC 43733.